# Tokušima Vortis
Tokušima Vortis (japonsky 徳島ヴォルティス) je japonský fotbalový klub z města Tokušima hrající v J2 League. Klub byl založen v roce 1955 pod názvem Otsuka Pharmaceutical SC. V roce 2005 se připojili do J.League, profesionální japonské fotbalové ligy, klub se přejmenoval na Tokušima Vortis. Svá domácí utkání hraje na Pocarisweat Stadium.

## Významní hráči
- Daiki Niwa
- Daidžiró Takakuwa
- Jóičiró Kakitani
- Seydou Doumbia
- Julián Estiven Vélez